# Nove Misto, Tîvriv
Nove Misto (în ucraineană Нове Місто) este localitatea de reședință a comunei Nove Misto din raionul Tîvriv, regiunea Vinnița, Ucraina.

## Demografie
Componența lingvistică a localității Nove Misto
     Ucraineană (98,48%)
     Rusă (1,27%)
     Alte limbi (0,26%)
Conform recensământului din 2001, majoritatea populației localității Nove Misto era vorbitoare de ucraineană (98,48%), existând în minoritate și vorbitori de rusă (1,27%).